# Крекінг-установка у Плоцьку
Крекінг-установка у Плоцьку – виробництво нафтохімічної промисловості у Польщі. Станом на другу половину 2010-х років єдине у своєму типі в країні.
З 1964-го у Плоцьку, котрий знаходиться на маршруті нафтопроводу «Дружба», діяв нафтопереробний завод, який в 1971-му доповнили першою установкою парового крекінгу (піролізу). А в 1977-1980 роках спорудили значно потужнішу другу установку, здатну продукувати 300 тисяч тонн етилену та 125 тисяч тонн пропілену на рік. В 1995-му вона пройшла модернізацію з доведенням названих показників до 360 та 135 тисяч тонн відповідно, що одночасно дало змогу вивести з експлуатації більш старий об’єкт.
В 2005 році завершилась ще одна, на цей раз значно серйозніша, модернізація, після якої потужність піролізної установки досягла 700 тисяч тонн етилену та 385 тисяч тонн пропілену. Тепер установка могла забезпечувати споруджені у партнерстві з компанією Basell (невдовзі стала LyondellBasell) нові потужності з полімеризації – лінію поліетилену високої щільності з річним показником 320 тисяч тонн та виробництво поліпропілену потужністю 400 тисяч тонн. Крім того, в Плоцьку діяла лінія поліетилену низької щільності з показником 165 тисяч тонн.
Іншими споживачами продукції піролізної установки є:
- завод мономеру вінілхлориду компанії Anwil у Влоцлавеку (пара десятків кілометрів на схід від Плоцьку) потужністю 300 тисяч тонн;
- розміщене на плоцькому майданчику виробництво оксиду етилену та етиленгліколю (115 та 85 тисяч тонн відповідно);
- належне PKN Plock виробництво кумену (продукт реакції пропілену та бензолу) потужністю 70 тисяч тонн.
У другій половині 2010-х PKN Orlen реалізує проект спорудження установки метатези олефінів, на якій шляхом реакції етилену та бутилену будуть отримувати 100 тисяч тонн пропілену, що доведе потужність майданчику до 550 тисяч тонн.
Як сировину піролізне виробництво у Плоцьку використовує традиційний для європейської нафтохімії газовий бензин (naphtha), а також невелику кількість пропану і бутану (по 5%).